# ×Aegilotriticum sancti-andreae
×Aegilotriticum sancti-andreae là một loài thực vật có hoa trong họ Hòa thảo. Loài này được (Degen) Soó miêu tả khoa học đầu tiên năm 1951.